# Championnat d'Espagne de football de deuxième division 1943-1944
Navigation
Segunda División 1942-43 Segunda División 1944-45
Le championnat d'Espagne de football de deuxième division 1943-1944 est la 13e édition du championnat. Organisé par la Fédération espagnole de football, le championnat se déroule du 26 septembre 1943 au 9 avril 1944, les barrages de promotion se déroule le 16 avril 1944 et les barrages de relégation se déroule le 19 et le 23 avril 1944.
La compétition est remportée par le Real Gijón, qui devance, le Real Murcie de cinq points. Ces deux clubs sont promus en première division. Alors que les deux clubs suivant, à savoir le CD Constancia et le CD Alcoyano, affrontent respectivement le 12e et 11e de première division, lors d'un barrage en match unique, pour tenter de les imiter.
L'attaquant espagnol Juan Araujo, du Xerez Club (es), termine meilleur buteur du championnat avec 21 réalisations.

## Règlement de la compétition
Avec le retour de la Tercera División, le nombre de participants passe à quatorze et se dispute en une poule unique. La compétition se déroule selon un système de ligue, où les quatorze équipes s'affrontent à deux reprises, une fois à domicile et une fois à l'extérieur, soit un total de vingt-six matches. L'ordre des matches est déterminé par un tirage au sort avant le début de la compétition.
Le classement final est établi sur le nombre des points obtenus lors de chaque rencontre, à raison de deux points par match gagné, un pour un match nul et aucun pour une défaite. Si, à la fin de la première phase, deux équipes ont le même nombre de points, les critères établis par le règlement pour départager les équipes sont les suivants :
1. Les confrontations directes entre les équipes à égalité.
2. Si l'égalité persiste, celle qui a le meilleur coefficient de buts.

En fin de saison, les deux premiers sont promus en première division, tandis que les deux suivants disputent un barrage de promotion/relégation contre le 11e et le 12e de première division pour tenter de décrocher leur place dans l'élite. En bas de classement, les deux derniers sont relégués en troisième division, alors que le onzième et le douzième disputent un barrage de promotion/relégation contre les deux deuxièmes de la phase de promotion de troisième division afin de tenter de se maintenir.

## Équipes participantes
| \| Alcoyano Arenas Baracaldo Betis Ceuta Constancia Cultural Gijón Hércules Murcie Osasuna Saragosse Valladolid Xerez \| Localisation des clubs engagés dans le championnat. |
| Alcoyano Arenas Baracaldo Betis Ceuta Constancia Cultural Gijón Hércules Murcie Osasuna Saragosse Valladolid Xerez                                                           |

| Clubs                     | Ville                | Stade               |
| ------------------------- | -------------------- | ------------------- |
| CD Alcoyano               | Alcoy                | El Collao           |
| Arenas Club               | Guecho               | Ibaiondo            |
| CD Baracaldo Altos Hornos | Baracaldo            | Lasesarre           |
| Real Betis                | Séville              | Heliópolis          |
| SD Ceuta (es)             | Ceuta                | Alfonso Murube (es) |
| CD Constancia             | Inca                 | Camp d'Es Cos       |
| Cultural Leonesa          | León                 | La Corredera        |
| Real Gijón                | Gijón                | El Molinón          |
| Hércules CF               | Alicante             | Bardín (en)         |
| Real Murcie               | Murcie               | La Condomina        |
| CA Osasuna                | Pampelune            | San Juan            |
| Saragosse CF              | Saragosse            | Torrero             |
| Real Valladolid Deportivo | Valladolid           | José Zorrilla (es)  |
| Xerez Club (es)           | Jerez de la Frontera | Domecq (es)         |

## Compétition

### Classement
| Rang | Équipe                    | Pts | J  | G  | N | P  | Bp | Bc | GA    |
| ---- | ------------------------- | --- | -- | -- | - | -- | -- | -- | ----- |
| 1    | Real Gijón                | 37  | 26 | 16 | 5 | 5  | 50 | 19 | 2,632 |
| 2    | Real Murcie               | 32  | 26 | 15 | 2 | 9  | 62 | 40 | 1,550 |
| 3    | CD Constancia             | 31  | 26 | 15 | 1 | 10 | 49 | 37 | 1,324 |
| 4    | CD Alcoyano               | 30  | 26 | 12 | 6 | 8  | 44 | 34 | 1,294 |
| 5    | Xerez Club (es)           | 30  | 26 | 14 | 2 | 10 | 50 | 41 | 1,220 |
| 6    | Saragosse CF R            | 29  | 26 | 12 | 5 | 9  | 56 | 40 | 1,400 |
| 7    | Real Betis R              | 29  | 26 | 11 | 7 | 8  | 50 | 44 | 1,136 |
| 8    | SD Ceuta (es)             | 25  | 26 | 10 | 5 | 11 | 47 | 45 | 1,044 |
| 9    | Cultural Leonesa          | 25  | 26 | 11 | 3 | 12 | 42 | 45 | 0,933 |
| 10   | Hércules CF               | 22  | 26 | 9  | 4 | 13 | 38 | 45 | 0,844 |
| 11   | CD Baracaldo Altos Hornos | 19  | 26 | 8  | 3 | 15 | 34 | 61 | 0,557 |
| 12   | Arenas Club               | 19  | 26 | 7  | 5 | 14 | 39 | 60 | 0,650 |
| 13   | CA Osasuna                | 18  | 26 | 7  | 4 | 15 | 34 | 60 | 0,567 |
| 14   | Real Valladolid Deportivo | 18  | 26 | 6  | 6 | 14 | 29 | 53 | 0,547 |

Promotion
- 1er et 2e : promotion en Primera División
- 3e et 4e : qualification pour les barrages de promotion

Relégation
- 11e et 12e : qualification pour les barrages de relégation
- 13e et 14e : relégation en Tercera División

Abréviations
- R : Relégués de Primera División 1942-1943

Le 26 mars 1944, le Real Gijón est promu, pour la première fois de son histoire en première division, en s'imposant 5 but à 1 face au Real Valladolid Deportivo, jumelé, dans le même temps, à la défaite 4 buts à 0 du Real Betis face à la Cultural Leonesa.
Il est sacré champion, 1 semaine plus tard, le 2 avril 1944, après son nul 1-1 contre le Xerez Club (es).

### Résultats
| Résultats (▼dom., ►ext.)                                   | ALC | ARE | BAR | BET | CEU | CON | CUL | GIJ | HER | MUR | OSA | SAR | VLL | XER |
| CD Alcoyano                                                |     | 2-1 | 6-1 | 0-0 | 1-0 | 2-1 | 3-0 | 0-3 | 1-1 | 3-2 | 3-1 | 6-1 | 2-0 | 1-0 |
| Arenas Club                                                | 1-0 |     | 3-1 | 1-3 | 1-1 | 4-1 | 3-4 | 1-1 | 4-0 | 0-1 | 3-0 | 2-1 | 0-0 | 2-0 |
| CD Baracaldo Altos Hornos                                  | 2-0 | 4-1 |     | 1-1 | 1-1 | 2-1 | 1-0 | 0-3 | 3-0 | 1-0 | 4-1 | 0-3 | 3-1 | 1-2 |
| Real Betis                                                 | 3-3 | 3-2 | 4-1 |     | 1-1 | 4-1 | 2-1 | 1-0 | 3-1 | 3-1 | 5-0 | 1-0 | 6-1 | 1-1 |
| SD Ceuta (es)                                              | 0-2 | 5-0 | 2-1 | 2-1 |     | 2-3 | 2-1 | 1-1 | 2-1 | 5-1 | 5-1 | 3-2 | 2-0 | 1-2 |
| CD Constancia                                              | 1-0 | 7-0 | 5-1 | 4-1 | 0-1 |     | 1-0 | 1-0 | 3-1 | 1-0 | 3-1 | 3-1 | 3-1 | 2-0 |
| Cultural Leonesa                                           | 1-1 | 4-3 | 3-0 | 4-0 | 3-2 | 1-3 |     | 1-0 | 2-1 | 0-1 | 4-1 | 2-1 | 2-2 | 3-0 |
| Real Gijón                                                 | 3-1 | 5-0 | 2-0 | 1-0 | 1-0 | 2-1 | 3-0 |     | 1-3 | 1-0 | 3-0 | 1-0 | 5-1 | 3-1 |
| Hércules CF                                                | 0-1 | 1-1 | 2-1 | 2-0 | 1-1 | 0-1 | 3-2 | 0-2 |     | 2-0 | 4-0 | 1-2 | 2-2 | 3-1 |
| Real Murcie                                                | 2-2 | 5-1 | 7-1 | 4-4 | 2-0 | 4-1 | 3-1 | 4-2 | 3-2 |     | 4-0 | 4-1 | 1-0 | 4-1 |
| CA Osasuna                                                 | 3-1 | 2-2 | 3-0 | 4-0 | 5-1 | 1-1 | 3-0 | 1-1 | 1-2 | 1-3 |     | 1-1 | 2-1 | 1-0 |
| Saragosse CF                                               | 4-1 | 2-1 | 2-2 | 3-1 | 6-3 | 5-1 | 1-1 | 0-0 | 3-1 | 3-1 | 4-0 |     | 2-1 | 7-1 |
| Real Valladolid Deportivo                                  | 1-1 | 3-2 | 4-1 | 1-1 | 2-1 | 1-0 | 0-1 | 1-5 | 1-2 | 1-4 | 2-1 | 1-1 |     | 1-0 |
| Xerez Club (es)                                            | 2-1 | 4-0 | 4-1 | 4-1 | 5-3 | 2-0 | 5-1 | 1-1 | 4-2 | 3-1 | 3-0 | 1-0 | 3-0 |     |
| - Victoire à domicile - Match nul - Victoire à l'extérieur |     |     |     |     |     |     |     |     |     |     |     |     |     |     |

### Barrages de promotion / relégation

#### Primera División / Segunda División
À la fin de la saison, le 11e et le 12e de Primera División affronte respectivement le 4e et le 3e de Segunda División en un match unique disputé à Barcelone et à Madrid, les vainqueurs obtiennent leur place en Primera División 1944-1945 et les perdants obtiennent leur place en Segunda División 1944-1945.
| 16 avril 1944 | RCD Español (D1)                                                                 | 7 – 1   | (D2) CD Alcoyano | Stade des Corts, Barcelone |                            |
|               | Jorge 2e 33e 67e · Viela 23e · Sáenz 57e (csc) · Teruel 60e (pen.) · Mendoza 80e | (3 – 1) | Carbonilla 18e   | Arbitrage : Pedro Escartín | Arbitrage : Pedro Escartín |
|               | Rapport                                                                          |         |                  | Arbitrage : Pedro Escartín | Arbitrage : Pedro Escartín |

| 16 avril 1944 | RCD Coruña (D1)                 | 4 – 0   | (D2) CD Constancia | Stade de Chamartín, Madrid               |                                          |
|               | Paquirri 19e 55e · Viso 46e 53e | (1 – 0) |                    | Arbitrage : Eduardo Iturralde Gorostiaga | Arbitrage : Eduardo Iturralde Gorostiaga |
|               | Rapport                         |         |                    | Arbitrage : Eduardo Iturralde Gorostiaga | Arbitrage : Eduardo Iturralde Gorostiaga |

Les quatre équipes restent dans leur division respective.

#### Segunda División / Tercera División
À la fin de la saison, le 11e et le 12e de Segunda División affronte le 2e de chaque groupe de la phase de promotion de Tercera División en un match unique disputé à Madrid, les vainqueurs obtiennent leur place en Segunda División 1944-1945 et les perdants obtiennent leur place en Tercera División 1944-1945.
| 19 avril 1944 | CD Baracaldo Altos Hornos (D2) | 3 – 2   | (D3) Levante UD         | Stadium Metropolitano, Madrid |                          |
|               | Calvo 15e 25e · Gárate 65e     | (2 – 0) | 55e Escrivá · 58e Luján | Arbitrage : Ramón Melcón      | Arbitrage : Ramón Melcón |
|               | Rapport                        |         |                         | Arbitrage : Ramón Melcón      | Arbitrage : Ramón Melcón |

| 23 avril 1944 | Arenas Club (D2) | 0 – 1   | (D3) Club Ferrol | Stadium Metropolitano, Madrid |                            |
|               |                  | (0 – 1) | 40e Herodes      | Arbitrage : Pedro Escartín    | Arbitrage : Pedro Escartín |
|               | Rapport          |         |                  | Arbitrage : Pedro Escartín    | Arbitrage : Pedro Escartín |

Le CD Baracaldo Altos Hornos et le Levante UD restent dans leur division respective, l'Arenas Club est relégué en Tercera División, tandis que le Club Ferrol fait le chemin inverse.

## Bilan de la saison
| Championnat d'Espagne de football de deuxième division 1943-1944 |                           |
| Champion                                                         | Real Gijón (1er titre)    |
| Dauphin                                                          | Real Murcie               |
| Promotions et relégations                                        |                           |
| Promus en Primera División                                       | Real Gijón                |
| Promus en Primera División                                       | Real Murcie               |
| Relégués en Segunda División                                     | Real Sociedad             |
| Relégués en Segunda División                                     | Celta de Vigo             |
| Promus en Segunda División                                       | Real Santander SD         |
| Promus en Segunda División                                       | Club Ferrol               |
| Promus en Segunda División                                       | CD Majorque               |
| Relégués en Tercera División                                     | Arenas Club               |
| Relégués en Tercera División                                     | CA Osasuna                |
| Relégués en Tercera División                                     | Real Valladolid Deportivo |